# Lamberto Cremonesi
Lamberto Cremonesi (1º dicembre 1956) è un ingegnere italiano.

## Biografia
Ha frequentato l'Università di Padova e si è laureato in Ingegneria Civile Edile ad indirizzo strutturistico nel 1981. Nello stesso anno ha vinto il premio C.I.S.I.A. Successivamente ha conseguito il diploma di perfezionamento presso l'Istituto di Costruzioni Marittime Geotecnica dell'Università di Padova. È stato ricercatore presso l'Istituto di Costruzioni, Ponti e Strade dell'Università di Padova nel campo della ripartizione di forze sismiche. Dal 1988 è Presidente, Legale Rappresentante e Direttore Tecnico della Tecne s.r.l., divenuta nel 2009 Cremonesi Workshop S.r.l., studio di ingegneria ed architettura. Tra i suoi progetti più noti, la Metropolitana di Brescia, il Termovalorizzatore di Brescia, il Centro Stampa Quotidiani di Erbusco (BS).

## Principali progetti

### Realizzati
- 1998 - 2004 Termoutilizzatore per R.S.U. - A.S.M. Brescia.
- 1999 - 2000 Centro Stampa Quotidiani per L'Eco di Bergamo e Giornale di Brescia.
- 2001 Museo delle Mille Miglia “Città di Brescia”.
- 2002 - 2004 Strada dei Marmi di Carrara, nuova strada in viadotto e gallerie.
- 2002 - 2005 Ampliamento Istituto Policlinico S. Donato S.p.A. di San Donato Milanese.
- 2002 - 2013 Metropolitana di Brescia - Progettazione preliminare, progettazione architettonica definitiva e esecutiva di dettaglio delle stazioni, progettazione strutturale esecutiva di alcune stazioni e tratti di linea in trincea e in viadotto.
- 2005 - 2007 Il Torchio, nuovo complesso turistico residenziale in Manerba del Garda (Brescia).
- 2007 - 2008 Centrale elettrica a ciclo combinato di Gissi (Chieti) - Abruzzo.
- 2008 - 2010 Centrale Termoelettrica a ciclo combinato in Bayet (Francia).

### In corso
- Linea 4 Metropolitana di Milano: progettazione architettonica definitiva e esecutiva di dettaglio delle stazioni e del deposito.
- Collegamento autostradale BreBeMi: progettazione stradale, architettonica, strutturale, inserimento paesaggistico del nuovo collegamento autostradale tra le città di Brescia e di Milano.